# Jaltomata umbellata
Jaltomata umbellata ist eine Pflanzenart aus der Gattung Jaltomata in der Familie der Nachtschattengewächse (Solanaceae).

## Beschreibung

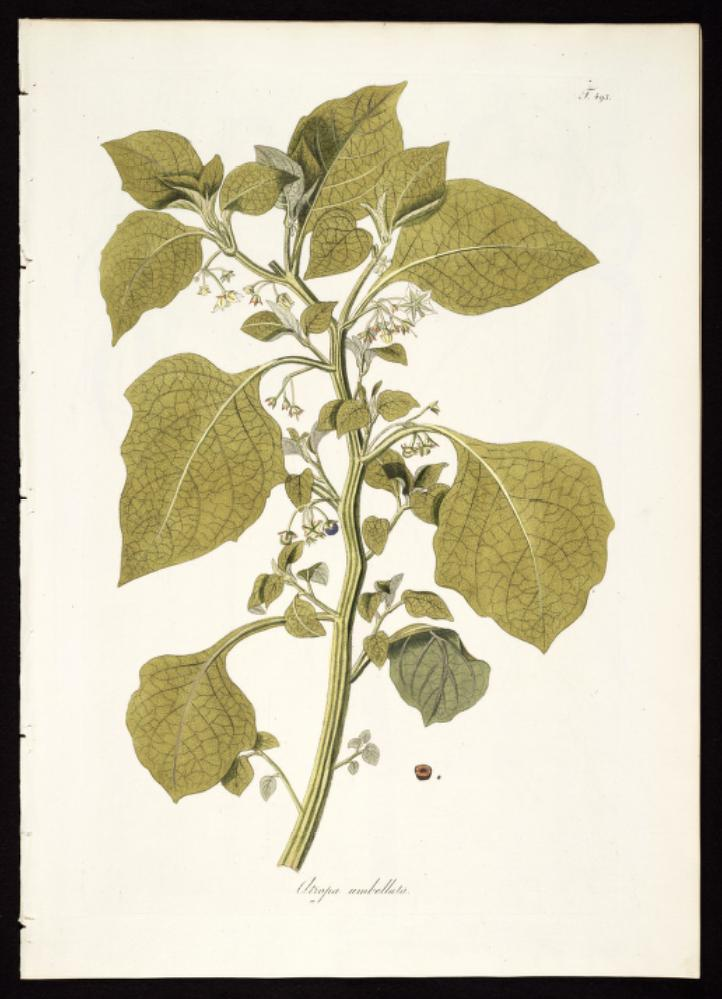
Historische Darstellung als Atropa umbellata

Jaltomata umbellata sind bis zu 1 m hohe Sträucher, deren Triebe sowie die nach außen gewandte Seite der Kelche mit geraden, drüsigen und kürzeren, verzweigten, nicht-drüsigen Trichomen besetzt sind. Die Spreiten der Laubblätter sind typischerweise ganzrandig, eiförmig, nach vorne spitz, weniger als 11 cm lang und 8 cm breit.
Die Blütenstände bestehen aus vier bis neun Blüten. Der Blütenstandsstiel ist 4,5 bis 11 mm lang, die dicht drüsig behaarten Blütenstiele 6 bis 9 mm. Die Zipfel von Kelch und Krone sind dreieckig bis eng dreieckig. In der Blühphase besitzt der Kelch einen Durchmesser von 8 bis 9 mm, die Kelchzipfel sind 4 bis 5 mm lang, die Abstände zwischen den Zipfeln betragen 2 mm. Die Krone ist röhrenförmig und besitzt einen breiten Saum, die Kronröhre ist 6,5 bis 8 mm lang und teilweise oder komplett mit rotem Nektar gefüllt. Der Kronsaum ist rad- bis glockenförmig, cremefarben oder blass-grün und besitzt einen Durchmesser von 14 bis 23 mm, er bleibt während der Nacht geöffnet. Die Staubblätter sind ohne die sich vergrößernde Basis 9,2 bis 10,9 mm lang und stehen bis etwa 7 mm über die Krone hinaus. Der schlanke Teil der Staubfäden ist im unteren Drittel oder im unteren Viertel mit einigen unverzweigten Trichomen besetzt. Die ungeöffneten Staubbeutel sind 1,9 bis 2,1 mm lang und 1,4 bis 1,5 mm breit, nach dem Öffnen sind sie 1,2 bis 1,3 mm lang. Der Griffel ist etwa 8 bis 13,3 mm lang. Die Narbe steht bis zu 8 mm über die Staubblätter hinaus, ist aber gelegentlich auch nicht über sie hinausstehend. Pro Fruchtblatt wurden 70 bis 78 Samenanlagen gezählt.
Zur Fruchtreife hat sich der Kelch auf einen Radius von 6 bis 8 mm vergrößert, die Beere ist orangefarben und enthält etwa 1,36 bis 1,48 mm große Samen.

## Vorkommen
Die Art kommt im Departement Lima (Peru) vor, wo sie in den Loma genannten küstennahen Wüsten in einer Höhe zwischen 300 und 500 m vorkommt.